# Cœurs croisés
Cœurs croisés és una pel·lícula francesa escrita i dirigida per Stéphanie de Mareuil, estrenada el 1987.

## Sinopsi
En un edifici de la rue Saint-Denis, a París, les parelles es busquen, es fan i es separen. Paulette busca l'amor, la Tina passa de Ferdinand a Thomas, Ferdinand de Tina a Paulette. A la vorera, la Marylou "treballa", mentre Fano l'estima. Els cors es creuen...

## Repartiment
- Caroline Loeb : Paulette
- Roger Miremont : Ferdinand
- Julie Jézéquel : Tina
- Bernard Farcy : Fano
- Hammou Graïa : Hadj
- Tonie Marshall : Ninie
- Laure Tran : Marylou
- Cécile Corre : Lucie
- Anton Nicoglou : Thomas
- Valérie Gillaumin : Cathy
- Chantal Grunberg : Doris
- Françoise Huguet : Lily
- Éric Do : Do
- Paul Andrieu : Maurice
- Camille Clavel : Victor
- Naïl Saoud : Toto

## Distincions
- Fou exhibit a la secció paral·lela al 40è Festival Internacional de Cinema de Canes[2]